# Asshur-Nadinshum
Asshur-Nadishum o Aššur-nādin-šum va ser rei de Babilònia entre els anys 700 aC i 694 aC. Era el fill gran del rei d'Assíria Sennàquerib (705 aC-681 aC).
El seu pare el va col·locar al tron de Babilònia en substitució del caldeu Bel-ibni a qui havia hagut de destituir per una rebel·lió organitzada contra Assíria. L'any 694 aC, Mushezib-Marduk, que s'havia rebel·lat contra els assiris i que després seria rei de Babilònia, va organitzar un gran exèrcit format per una coalició contra Sennàquerib. Mentre el rei d'Assíria estava ocupat combatent-lo, el rei d'Elam va atacar pel nord el regne de Babilònia, va saquejar Sippar l'any 694 aC i va avançar ràpidament cap a la capital. Va fer presoner el rei Asshur-Nadishum, que va portar al seu regne. Se'n desconeix la sort, però segurament va morir executat a l'exili. El rei d'Elam va posar al seu lloc Nergal-ushezib.